# Rue Lassus
La rue Lassus est une voie du 19e arrondissement de Paris, en France.

## Situation et accès
La rue Lassus est une voie publique située dans le 19e arrondissement de Paris. Elle est rectiligne. Elle débute au sud, au 137, rue de Belleville, près de la station de métro Jourdain, et se termine au nord, au 1, rue Fessart. Elle est assez courte, faisant 110 mètres de long. Elle est dans le prolongement de la rue du Jourdain.

## Origine du nom
Elle porte le nom de l'architecte et restaurateur français Jean-Baptiste Antoine Lassus (1807-1857), qui a construit l'église Saint-Jean-Baptiste de Belleville, construite entre 1854 et 1859, située à proximité.

## Historique
Cette voie de l'ancienne commune de Belleville, qui faisait précédemment partie de la « place de l'Église », qui avait été formée en vertu d'un décret du 20 septembre 1851.
Classée dans la voirie parisienne par un décret du 23 mai 1863, elle prend sa dénomination actuelle par un autre décret du 24 août 1864.